# 김주환 (1982년)
김주환(한국 한자: 金周奐, 1982년 4월 24일 ~ )은 대한민국의 전 축구 선수이며, 포지션은 수비수였다.